# Fosfofructokinase
 Denne artikel bør gennemlæses af en person med fagkendskab for at sikre den faglige korrekthed.

Fosfofruktokinas er et kinaseenzym, der katalyserer den tredje reaktion i glykolysen: fosforylering af fructose-6-fosfat til fruktose-1,6-biphosphat. Det er en irreversibel reaktion og har derfor en regulerende funktion.
| Kemi | Spire Denne artikel om kemi er en spire som bør udbygges. Du er velkommen til at hjælpe Wikipedia ved at udvide den. |